# О’Флинн, Кэтрин
Кэтрин О’Флинн (англ. Catherine O'Flynn, род. 1970[…], Бирмингем, Уорикшир) — британская писательница. Она опубликовала три романа для взрослых и два для детей, а также различные статьи и рассказы. Её дебютный роман «Что было потеряно» завоевал ряд книжных премий, включая престижную премию за первый роман на премии Costa Book Awards в 2008 году. В том же году она была названа «Новичком года» на церемонии вручения премии Galaxy British Book Awards. В 2010 году она выпустила роман «Новости там, где ты», а в 2013 году — «Отпуск мистера Линча».

## Юные годы
Кэтрин О’Флинн родилась в Бирмингеме, Англия в 1970 году. Её родители были ирландскими иммигрантами. Она училась в Манчестерском университете, где изучала экономику и антропологию.

## Карьера
Первый роман О’Флинн «Что было потеряно» был опубликован в январе 2007 года после того, как его отвергли крупные издательства. Этот роман получил признание критиков как исследование зачастую тусклого и пустого опыта современной жизни, контрастирующего с энергией и оптимизмом молодой девушки, пропавшей без вести в середине 1980-х годов. Роман «Что было потеряно» вошёл в длинный список номинантов на Букеровскую премию 2007 года за художественную литературу и премию Orange Prize за художественную литературу, а также в шорт-лист премии Guardian First Book Award. Роман получил премию Jelf Group First Novel Award на книжном фестивале в Гилфорде и престижную премию First Novel Prize на книжной премии Costa Book Awards в январе 2008 года. В апреле 2008 года она была названа «Новичком года» на церемонии вручения премии Galaxy British Book Awards.
Её вторая книга «Новости там, где ты» была опубликована 1 июля 2010 года и представлена на следующий день в галерее Ikon в Бирмингеме. В нём рассказывается история разочарованного ведущего местных новостей, который становится одержимым неожиданными смертями, о которых ему регулярно приходится сообщать в рамках своей повседневной работы. Одна из историй, которую он продолжает, имеет любопытную связь с его собственной жизнью и жизнью его, казалось бы, нестареющего предшественника. О’Флинн хвалили за то, что в этом романе она предстаёт «владычицей сострадания» и «Дж. Г. Баллардом из Бирмингема… находящей поэзию и смысл там, где другие видят лишь скуку и заброшенность».
Её третья книга «Праздник мистера Линча» была опубликована 1 августа 2013 года и рассказывает историю отчуждённых отца и сына, которые оба эмигрировали из своих родных стран, но по совершенно разным причинам. Встретившись в недостроенном (но по большей части заброшенном) жилом комплексе в Испании, они оба ищут связь с собой и друг с другом. Роман получил множество положительных отзывов за «блестящее остроумие и теплоту», «редкую историю любви отца и сына» и трактовку «абсурдности кредитного бума», «превосходное исследование странностей бытия аутсайдером и историй, которые люди рассказывают себе, чтобы выжить».
В 2011 году она написала короткий рассказ «The Stickiness of Lime Trees» для антологии, поддерживающей The Woodland Trust. Антология Why Willows Weep помогла The Woodland Trust посадить около 50 000 деревьев и была переиздана в мягкой обложке в 2016 году.

## Личная жизнь
До публикации «Что было потеряно» О’Флинн работала на разных должностях, в том числе заместителем управляющего в крупном магазине пластинок, почтальоном, веб-редактором, учителем и тайным покупателем. Проведя некоторое время в Барселоне и её окрестностях, сейчас она живёт и работает в Бирмингеме, Англия. Она замужем за Питером Флетчером, у них две дочери.

## Избранные произведения

### Романы для взрослых
- What Was Lost[англ.] :  [англ.]. — London, England : Tindal Street Press, 2007. — ISBN 978-1906994259.
- The News Where You Are. — 2010.
- Mr. Lynch's Holiday. — 2013.

### Романы для детей
- Lori and Max. — 2019.
- Lori and Max and the Book Thieves. — 2020.[17]

### Антология
- Roads Ahead. — 2009. (редактор)

### Статьи
- The Flawed Cartographer. Granta. 103: 16–19. Autumn 2008.